# Vasco Errani
Vasco Errani (Massa Lombarda, 17 maggio 1955) è un politico italiano, Presidente della giunta regionale dell'Emilia-Romagna dal 3 marzo 1999 all'8 luglio 2014. Dal 1º settembre 2016 è stato Commissario straordinario di Governo alla Ricostruzione delle aree colpite dal terremoto del Centro Italia, fino al 9 settembre 2017, quando gli è succeduta Paola De Micheli.
Esponente storico del PCI, del PDS e dei DS, aderisce al Partito Democratico sin dalla sua fondazione nel 2007.
Nel 2017 abbandona il PD insieme al collega Pier Luigi Bersani in dissenso con la linea politica del segretario Matteo Renzi, aderendo quindi al gruppo di Articolo 1 - Movimento Democratico e Progressista. Successivamente si candida come Senatore tra le file di Liberi e Uguali, la formazione guidata da Pietro Grasso, venendo eletto nella circoscrizione di Bologna.

## Biografia
Negli anni settanta aderì al PCI: con questo partito divenne consigliere comunale di Ravenna dal 1983 al 1995. Fu inoltre Assessore alle Attività Economiche del Comune di Ravenna dal 23 ottobre 1992 al 20 giugno 1993.
Eletto in Consiglio regionale nel 1995, assunse l'incarico di Sottosegretario alla Presidenza della Regione Emilia-Romagna nella seconda giunta regionale guidata da Pier Luigi Bersani, ruolo che mantenne fino al giugno 1996. Nel 1997 fu nominato Assessore regionale al Turismo nella successiva giunta regionale guidata da Antonio La Forgia.

### Presidente della Regione Emilia-Romagna
Nel 1999 venne eletto dal Consiglio regionale Presidente della Giunta dell'Emilia-Romagna. Il 16 aprile 2000 fu eletto Presidente della Regione Emilia-Romagna come candidato di un'ampia coalizione di Centrosinistra sostenuta dai DS, dal PPI, da Rifondazione Comunista, dai Verdi e dal PRI vincendo con il 54,1% contro il 42,7% dell'ex direttore dei quotidiani Il Giorno, La Nazione e Il Resto del Carlino Gabriele Canè appoggiato dal Polo delle Libertà sostenuto da Forza Italia, AN, CCD e Lega Nord.
Questo incarico gli fu confermato anche nelle successive elezioni regionali del 3 e 4 aprile 2005, dove ottenne il 62,7% dei voti pari a 1.585.714 appoggiato da L'Ulivo contro il 35,2% pari a 889.231 della Casa delle Libertà guidata dal professor Carlo Monaco.
Vasco Errani è stato inoltre nominato presidente della Conferenza dei Presidenti delle Regioni nel 2005, dopo esserne stato vicepresidente dal 2000.
È stato uno dei 45 membri del Comitato nazionale per il Partito Democratico che riunì i leader delle componenti del futuro PD. Dal febbraio al novembre 2009 è stato membro della segreteria nazionale del PD. La nomina si deve all'allora segretario del partito, Dario Franceschini.
Alle elezioni regionali del 2010, Vasco Errani con 1 197 789 voti (52,1%) sconfigge il vice portavoce vicario del PdL, la deputata Anna Maria Bernini (che sostituiva il candidato ufficiale del centrodestra poi ritiratosi, l'ex direttore editoriale del Quotidiano Nazionale ed ex direttore responsabile de Il Resto del Carlino e Il Giorno, il deputato PdL Giancarlo Mazzuca), sostenuta da una coalizione di centrodestra composta da Il Popolo della Libertà e dalla Lega Nord e che ottiene il 36,7% pari a 844 915 voti, confermandosi per la terza volta Presidente della Regione Emilia-Romagna.
La giunta regionale guidata da Errani fra il 2010 e il 2014 si è segnalata, fra le varie iniziative, per: la prima legge quadro d’Italia contro le discriminazioni di genere, la prima normativa che riconosce l’economia solidale come modello alternativo a quella tradizionale, il via libera all'utilizzo nelle strutture sanitarie regionali di farmaci a base di cannabis, la prima legge regionale sulla pet therapy e la prima legge regionale che stabiliva la fecondazione eterologa gratuita negli ospedali regionali.
Da presidente di regione Errani dovette affrontare l'emergenza del Terremoto dell'Emilia del 2012. La sua gestione della ricostruzione è generalmente, nonostante alcune critiche, giudicata positivamente. Sua fu l'idea di costituire la cosiddetta Cambiale Errani, un finanziamento della Cassa depositi e prestiti grazie al quale i terremotati dell'Emilia hanno ottenuto sei miliardi di euro per la ricostruzione. Le famiglie più colpite sono state provvisoriamente ospitate all'interno di MAP (Moduli Abitativi Provvisori). 

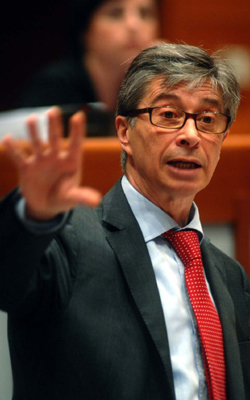
Vasco Errani nel 2010

Al termine degli interventi provvisionali la Giunta Regionale, su impulso dello stesso Errani in qualità di Commissario delegato per l'emergenza sisma in Emilia-Romagna, ha approvato il Programma delle opere pubbliche e dei beni culturali che prevede 1509 interventi per un importo superiore a un miliardo e trecentotrenta milioni di euro, situati in particolare nei 33 comuni del cratere sismico. Tali interventi verranno realizzati secondo un ordine determinato individuando specifici piani annuali riguardanti edifici culturali, edilizia scolastica e università e altre opere pubbliche. Il primo piano riguarda il periodo 2013-2014 e concerne 653 interventi prioritari e urgenti per un importo di euro 521 milioni (nello specifico 282 milioni di euro per beni culturali, 105 milioni di euro per edilizia scolastica e università e 134 milioni di euro per altre opere pubbliche). 
All'interno del cratere sismico comprendente i comuni più colpiti, il maggior numero di interventi riguarda i comuni di Mirandola, Bondeno, Finale Emilia, Carpi, San Felice sul Panaro, Cento, Concordia sulla Secchia, Novi di Modena, Crevalcore, Reggiolo, Cavezzo, Sant'Agostino, Medolla, San Giovanni in Persiceto e Mirabello. Questi rappresentano dunque i comuni maggiormente colpiti dal punto di vista pubblico: beneficeranno delle maggiori risorse per sopperire al maggior danno subito. In particolare i dieci progetti più consistenti riguardano:
- la costruzione di un nuovo impianto irriguo nel comune di Bondeno per un importo di oltre 17 milioni di euro;
- le opere di ricostruzione dell'Ospedale civile per oltre 8 milioni di euro (sempre nel comune di Bondeno);
- la ricostruzione del Duomo di San Felice sul Panaro per 15 milioni;
- la ricostruzione della chiesa parrocchiale di San Paolo nel comune di Mirabello per 12 milioni di euro;
- la ricostruzione ed il restauro di tre edifici storici appartenenti al patrimonio culturale del comune di Mirandola (ex Collegio dei Gesuiti, Castello dei Pico, Chiesa di San Francesco) per un importo di oltre 31 milioni di euro;
- la ricostruzione ed il consolidamento del Castello Estense di Finale Emilia per 8 milioni di euro;
- la ricostruzione della chiesa parrocchiale di San Martino di Tours a Buonacompra di Cento per un importo di 10 milioni di euro;
- la ricostruzione della chiesa parrocchiale di San Possidonio Vescovo nel comune di San Possidonio per un importo di oltre 8 milioni di euro.

### Commissario straordinario per il terremoto del Centro-Italia
Il 9 settembre 2016 viene nominato Commissario straordinario di Governo alla ricostruzione delle aree colpite dal terremoto del 24 agosto con un incarico annuale.

### Elezione a senatore
Alle elezioni politiche del 2018 viene eletto al Senato della Repubblica, nelle liste di Liberi e Uguali nel collegio plurinominale Emilia-Romagna-01. Insieme a Pietro Grasso (5,82%), Francesco Laforgia (4,41) e Loredana De Petris si iscrive al Gruppo misto.

## Vicende giudiziarie

### Elezioni regionali 2010: eleggibilità/candidabilità
Il Partito Democratico dell'Emilia-Romagna, in accordo ai commi 4 e 5 dell'articolo 19 del proprio statuto, ricandida in deroga Errani alla presidenza della Regione Emilia-Romagna per le elezioni del 2010.
La ricandidatura è contestata a livello accademico, in quanto ritenuta in violazione della legge 165/2004, art. 2, che stabilisce la non immediata rieleggibilità allo scadere del secondo mandato consecutivo del presidente della giunta regionale eletto a suffragio universale e diretto (Errani ha ricoperto per due mandati consecutivi, 2000-2005 e 2005-2010, la carica di presidente della regione Emilia-Romagna), poiché, altrimenti facendo, cadrebbe la ratio della norma, volta ad evitare il formarsi di rendite politiche e di accumulo di potere personale. 

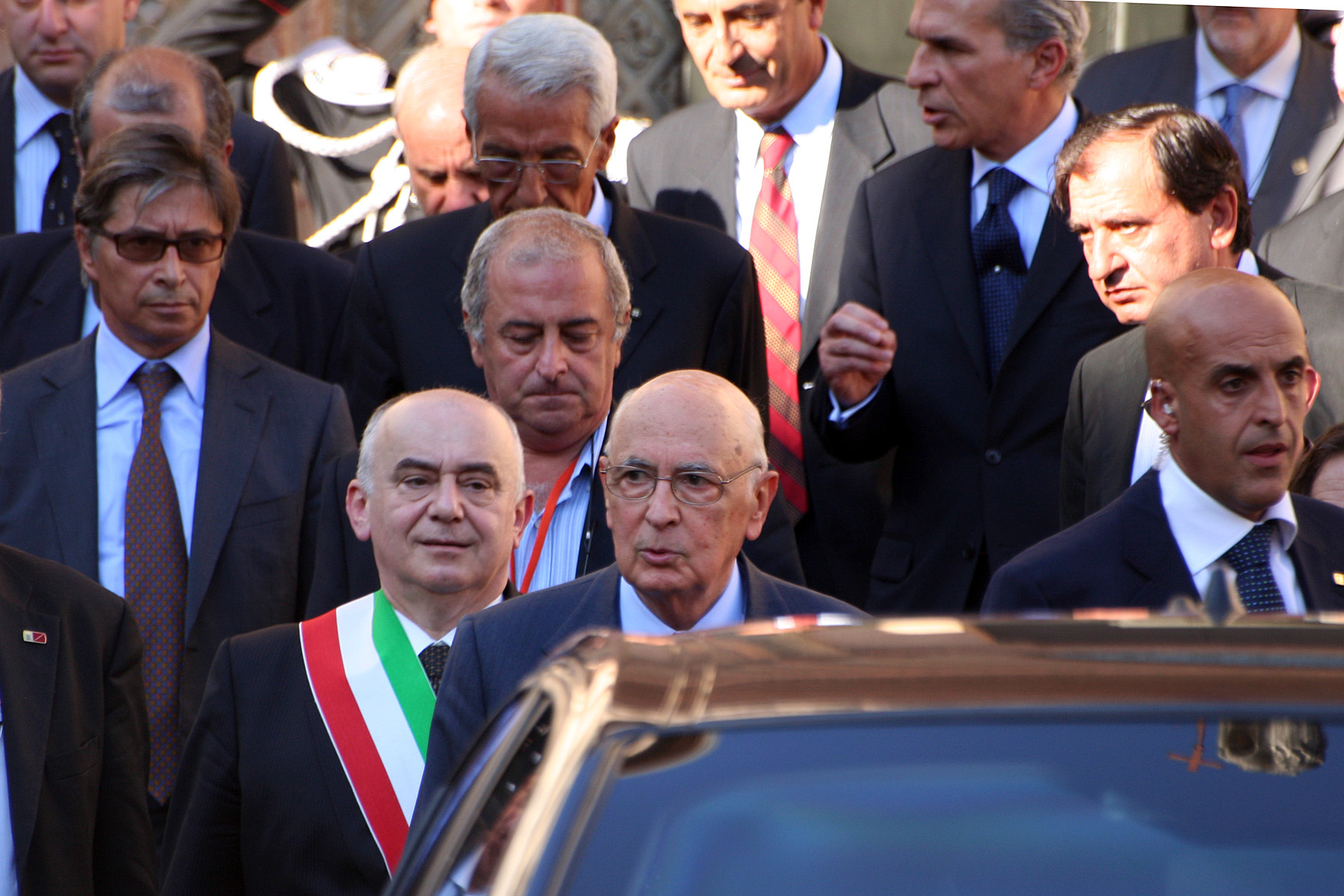
Il Presidente dell'Emilia-Romagna Vasco Errani con il Capo dello Stato Giorgio Napolitano nel 2007

Inoltre, una sentenza della Cassazione (n. 2001 del 2008) ha escluso la possibilità di ricandidatura per i sindaci in una fattispecie analoga. Per questi motivi, nella scia di quanto accade contemporaneamente in Lombardia, anche in Emilia-Romagna incominciano a fioccare i ricorsi contro la ricandidatura di Errani: prima arrivano quelli di PdL e Radicali, subito dopo quello del deputato Pier Luigi Mantini (UdC); a fare ricorso è anche Giovanni Favia, candidato del Movimento 5 Stelle.
Per altra dottrina, tale normativa statale di principio non sarebbe invece immediatamente applicabile in assenza di una legge elettorale regionale di recepimento. Chi approva la candidabilità di Errani - così come quella di Formigoni in Lombardia nella stessa tornata elettorale - ritiene che l'art. 2 L. n. 165/2004 sia una norma di principio la cui applicabilità richiede necessariamente l'attuazione da parte di una legge elettorale regionale, ovvero che il mandato in corso nel 2004 non sarebbe computabile, perché già iniziato all'entrata in vigore della legge 165/2004, posticipando, al 2015, nel caso di Errani, l'effettiva operatività del divieto di rielezione.
Il 17 settembre 2010 il Tribunale Civile di Bologna respinge il ricorso presentato dal Movimento 5 Stelle contro l'elezione di Vasco Errani a Presidente di Regione, sentenza confermata in secondo grado dalla Corte d'appello di Bologna (ricorso presentato dai Radicali) il 25 marzo 2011. Secondo i giudici: L'elezione di Errani è esente da profili di illegittimità poiché la legge n. 165/2004 (sulla incandidabilità dei presidenti di Regione oltre i due mandati consecutivi) non è immediatamente applicabile, ma richiede un recepimento a livello regionale (infatti sono le regioni a disciplinare la materia elettorale con provvedimenti propri).

### Processo Terremerse
Nel 2010 la procura di Bologna indaga Giovanni Errani (fratello di Vasco) per truffa aggravata in relazione a un finanziamento di un milione di euro ottenuto dalla Regione Emilia-Romagna per la costruzione di una cantina vitivinicola. Vasco Errani è indagato, nel marzo 2012, per falso ideologico: l'accusa è di aver inviato nel 2009 alla Procura di Bologna, a seguito di un articolo su Il Giornale, una relazione fuorviante sui contributi "facili" concessi dalla regione alla cooperativa «Terremerse», presieduta in passato da suo fratello, Giovanni Errani, indagato a sua volta. La procura di Bologna chiede il rinvio a giudizio. Errani sceglie però il rito abbreviato. La procura chiede così 10 mesi e 20 giorni di reclusione. Ma l'8 novembre il GUP di Bologna Bruno Giangiacomo assolve Errani (e tutti gli imputati) perché il fatto non sussiste. Il 18 febbraio 2013 la Procura di Bologna ha fatto ricorso contro l'assoluzione.
L'8 luglio 2014 viene condannato a un anno di reclusione (pena sospesa) dalla Corte d'Appello insieme ai dirigenti regionali Terzini e Mazzotti, condannati a un anno e due mesi. In seguito a questa condanna si dimette da presidente della Regione e annuncia subito che presenterà ricorso contro la sentenza. Ad aprile 2015 nell'altro filone dell'inchiesta, il fratello Giovanni insieme al progettista Giampaolo Lucchi vengono assolti (perché il fatto non sussiste), nonostante la condanna in primo grado (2 anni e 6 mesi e 1 anno e 6 mesi), riconfermandone però la prescrizione per tutti i reati di truffa e falso anteriori. Poi Il 17 giugno si svolge il processo presso la Corte di Cassazione. Il PG ha chiesto l'assoluzione dell'ex presidente della Regione Emilia-Romagna. Secondo il rappresentante della procura dell'Alta Corte "Per ribaltare l'assoluzione emessa in primo grado i giudici dell'appello avrebbero dovuto avere argomenti dirimenti basati su elementi probatori efficaci: questo non si è verificato" e ancora i giudici dell'appello, "hanno interpretato tutta la vicenda attribuendo a Errani un dolo che non c'è stato, determinando così un cortocircuito logico motivazionale".
Il 21 giugno 2016 viene assolto definitivamente dalla Corte d'Appello di Bologna con la formula "il fatto non sussiste".
Tutte le persone trascinate nel "caso Terremerse", così come le stesse cooperative, sono state assolte nei procedimenti giudiziari che le hanno viste coinvolte.